# Thermopsis californica
Thermopsis californica là một loài thực vật có hoa trong họ legume họ known by the common name California goldenbanner. Nó là loài đặc hữu của California.
It was previously gồm cód withtrong species Thermopsis macrophylla.

## Hình ảnh

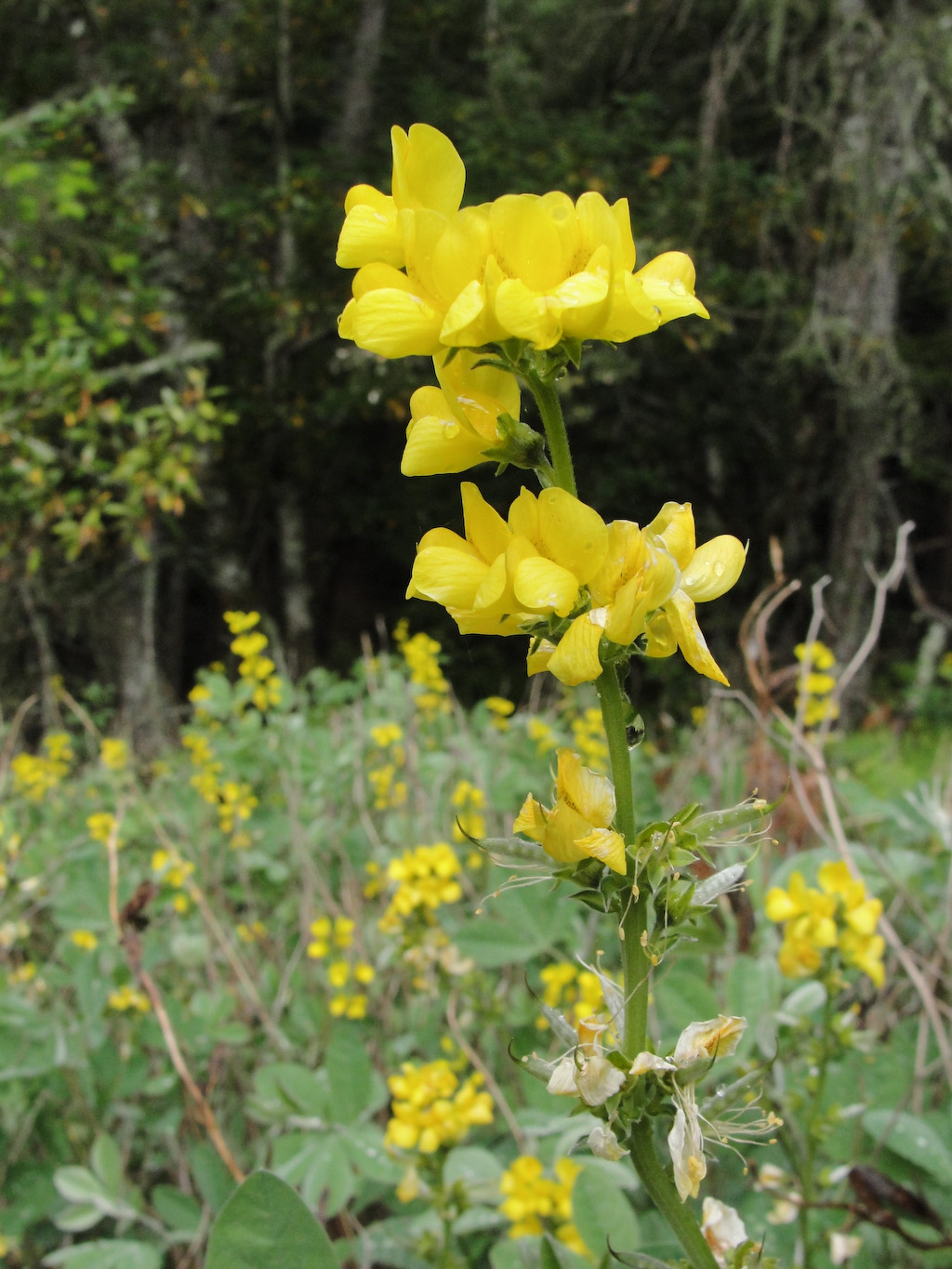